# Harriotta avia
Harriotta avia — вид хрящових риб родини довгорилих химер (Rhinochimaeridae). Описаний у 2024 році.

## Назва
Назва виду походить від латинського іменника «avia», що означає «бабуся», в пам'ять про Джун Томас, яка з гордістю підтримувала наукову кар'єру своєї онучки Бріттані Фінуччі, авторки описук цього таксона.

## Поширення
Вид поширений на південному заході Тихого океану. Виявлений біля узбережжя Нової Зеландії.